# Podura aquatica
El colémbolo acuático (Podura aquatica) es una de las solo cuatro especies descritas en el género Podura. Es una especie abundante de distribución holártica.
Como su nombre lo dice esta especie es exclusivamente acuática, encontrándose en la superficie de aguas estancadas. De hábitos carroñeros se alimenta de materia orgánica en descomposición. Posee un cuerpo de color azul grisáceo a casi negro, de un largo máximo de 1,5 mm. La fúrcula es larga y aplanada, permitiéndole al animal saltar sin romper la tensión superficial del agua.